# Jüdischer Sudervės-Friedhof

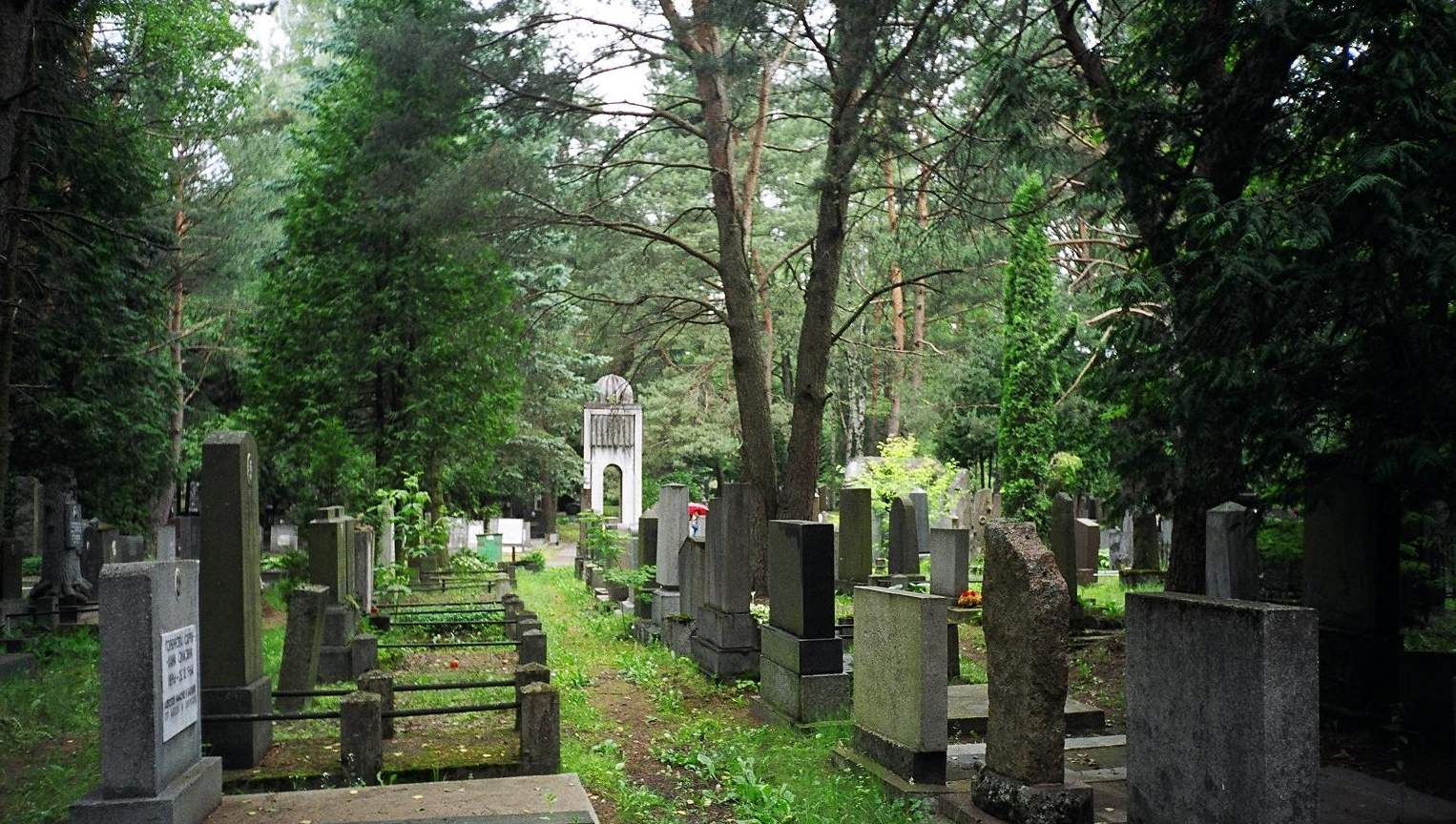
Jüdischer Friedhof

Der Jüdische Sudervės-Friedhof ist der einzige jüdische Friedhof in der litauischen Hauptstadt Vilnius, auf dem noch Bestattungen stattfinden. Er gehört der Saltoniškės-Friedhofsgruppe und befindet sich im Stadtteil Viršuliškės neben dem Friedhof Sudervė und dem Stadtteil Šeškinė, unweit vom Einkaufszentrum PC Mada. Er wurde 1935 errichtet und nach dem Dorf Sudervė der Rajongemeinde Vilnius benannt. Der Friedhof ist 10 ha groß. Hier werden die jüdischen Bewohner der Stadt  begraben. 1941 wurden hier Häftlinge des Ghettos von Vilnius bestattet. Es gibt den Kaddisch-Stein vom Friedhof Užupis.
Im Juni 2006 sowie im September 2006 wurde der Friedhof stark vandalisiert (u. a. 36 Grabsteine zerstört). Die polizeilichen Ermittlungen blieben ergebnislos.

## Gräber
- Chackelis Lemchenas (1904–2001), litauischer Sprachwissenschaftler